# Weinberg (Frankfurt nad Odrą)
Weinberg (Winne Wzgórze) – wzgórze we Frankfurcie nad Odrą, w dzielnicy Rosengarten, we Frankfurter Stadtwald, w sąsiedztwie rezerwatu przyrody Wildpark, nieopodal drogi krajowej B112.
Wysokość wzgórza wynosi 118,0 m.